# Karine Reysset
Pour les articles homonymes, voir Reysset.
Œuvres principales
- Comme une mère (2008)
- Les yeux au ciel (2011)
- L'étincelle (2019)
- Dans la maison d'été (2024)

Karine Reysset, née le 29 janvier 1974 à Corbeil-Essonnes, est une romancière française.

## Biographie
Karine Reysset a grandi entre le Pas-de-Calais, la Haute-Normandie et l'Essonne. Après des études d'économie à l'université Paris-Dauphine, elle travaille dans une maison d'édition spécialisée dans l'écologie, puis exerce une activité de correctrice.
Elle se consacre à plein temps à l'écriture de romans pour adultes et de livres pour la jeunesse depuis 2006. Son premier roman, L'Inattendue est publié par les Éditions du Rouergue en 2003.
Son roman, Comme une mère, publié en 2008 aux Éditions de l'Olivier, suit deux femmes, dont l'une a enlevé le bébé de l'autre . Michel Abescat écrit dans la critique du journal Télérama : « Karine Reysset accompagne ses deux personnages avec une belle générosité, ne juge jamais, ne prend jamais la tangente quelle que soit la violence de ce qu'elle met au jour. Ce quatrième roman est une superbe réussite, avec la mer pour horizon. ». Le roman est adapté en une fiction télévisuelle avec Anne Parillaud en 2011 pour France Télévision, sous le titre La Fille de l'autre. Suivent 'Les yeux au ciel" récit polyphonique d'une réunion de famille puis, chez Flammarion, "L'ombre de nous-mêmes", qui se déroule dans une prison pour femmes, et "La fille sur la photo", qui reçoit un bel accueil critique. 
Elle a publié de nombreux romans jeunesse à l'École des Loisirs et, en 2012, une novella sur le problème du harcèlement chez les adolescents, « Cauchemar au collège », dans le magazine mensuel pour la jeunesse Je Bouquine.
Après avoir quitté Paris pour la région de Saint-Malo, elle est revenue dans la capitale. Elle est actuellement éditée par Flammarion et aux éditions L'École des loisirs pour ses œuvres pour la jeunesse.

## Œuvres
- 2003 : L'Inattendue, Éditions du Rouergue ; rééd. Points, 2009
- 2004 : En douce, Éditions du Rouergue ; rééd. Pocket, 2006
- 2006 : À ta place, Éditions de l'Olivier ; rééd. Points, 2007
- 2008 : Comme une mère[4], Éditions de l'Olivier ; rééd. Points, 2009
- 2011 : Les Yeux au ciel[8],[9], Éditions de l'Olivier ; rééd. Points, 2012
- 2014 : L'Ombre de nous-mêmes, Flammarion
- 2017 : La Fille sur la photo, Flammarion
- 2018 : L'étincelle[10],  Flammarion
- 2022 : Trois mois et un jour, Flammarion
- 2024 : Dans la maison d'été, Flammarion
- 2025 : Une vie comme ça, Bruno Doucey

## Œuvres pour la jeunesse
- 2004 : Pattes de mouche, L'École des loisirs, collection « Neuf »
- 2004 : Mon nouveau frère, L'École des loisirs, collection « Neuf »
- 2004 : À quoi tu penses, L'École des loisirs, collection « Médium »
- 2005 : Je ne suis pas une fille facile, L'École des loisirs, collection « Médium »
- 2005 : La Famille de mon frère, L'École des loisirs, collection « Neuf »
- 2006 : À peine un peu de bruit, L'École des loisirs, collection « Médium »
- 2007 : Sors de ta chambre !, L'École des loisirs, collection « Médium »
- 2007 : C'est quoi ce cirque, L'École des loisirs, collection « Neuf »
- 2010 : Un automne à Kyoto, L'École des loisirs, collection «Médium »
- 2012 : « Cauchemar au collège », Je Bouquine, Bayard Jeunesse
- 2013 : Les Yeux de Lisa, L'École des loisirs, collection « Médium »

## Adaptation audiovisuelle
- Son roman Comme une mère (2008) a été adapté en téléfilm intitulé La Fille de l'autre par Harry Cleven, avec Anne Parillaud dans le rôle principal. Le téléfilm a été diffusé sur France 3 le 2 août 2011[5].